# Verbena tumidula
Verbena tumidula — вид трав'янистих рослин родини Вербенові (Verbenaceae), поширений на півдні США й півночі Мексики.

## Опис
Визначальна особливість виду — яйцеподібні горішки зі звуженими верхівками без придатків.

## Поширення
Поширений на півдні США (Нью-Мексико, Техас) й півночі Мексики.